# مرغ باران پایکرافت
مرغ باران پایکرافت (نام علمی: Pterodroma pycrofti) نام یک گونه از سرده مرغ باران خرمگسی است.